# ولادیمیر کونیف
ولادیمیر کونیف (انگلیسی: Vladimir Konev؛ زادهٔ ۱۸ ژوئن ۱۹۸۹) بازیکن بسکتبال اهل اوکراین است.